# 147P/Kushida-Muramatsu
147/Kushida-Muramatsu é um cometa descoberto por Yoshio Kushida e Osamu Muramatsu em 8 de dezembro de 1993.
Kushida-Muramatsu, foi brevemente capturado pelo gigante gasoso Júpiter em 1949 e tornou-se uma lua jupituriana por 12 anos.